# Instrumentarium
Instrumentarium, instrumentarium muzyczne – termin oznaczający grupę instrumentów muzycznych i używany w kontekstach:
- okresów historycznych, np. instrumentarium barokowe;
- krajów, np. instrumentarium Chin[1][2][3];
- środowisk, np. instrumentarium ludowe[1][2];
- stylów muzycznych, np. instrumentarium bluegrassowe[4][5];
- grup etnicznych, np. instrumentarium Indian[6];
- instytucji, np. instrumentarium szkolne[7];
- muzyków, np. instrumentarium Milesa Davisa[8];
- typu instrumentów, np. instrumentarium elektroniczne[9];
- zastosowania, np. instrumentarium orkiestry[10];
- dzieł muzycznych[3].

Praktyczne wykorzystanie (czyli instrumentacja) instrumentarium współczesnego jest przedmiotem działu teorii muzyki zwanego instrumentoznawstwem.